# Ахмад ібн Мухаммад
Абу Джафар Ахмад ібн Мухаммад (21 червня 906 — 31 березня 963) — емір держави Саффаридів. Відновив владу Саффаридів у Сістані після тривалої перерви.
Його прапрадід був братом прадіда Якуба ібн Лейса. Син Мухаммада, який мав дружні стосунки з Амром ібн аль-Лейсом.
У травні 923 року скористався повстанням Заранджу проти саманідського намісника Сістану Абдаллаха ібн Ахмада, захопив місто, де його оголосили еміром. Абу Джафар Ахмад заручився підтримкою міських айярів, які зупинили спробу Азіза, сина Абдалла ібн Ахмада відвоювати, Зарандж. Правління Абу Джафара Ахмада незабаром поширилося за межі Заранга; представник Абдаллаха в аль-Руххаджі перейшов на його бік, мешканці Бусти також визнали владу Саффаридів. Згодом війська Абу Джафара Ахмада завдали поразки Абдаллаху ібн Ахмаду, що змусило його відсутупити до Хорасану, але на шляху до нього Абдаллаха було захоплено в полон і повернуто до Заранджа в жовтні 923 року. Оженився на бану, доньці Амра ібн аль-Лейса, що зміцнило його права на трон.
Втім Азіз ібн Абдаллах продовжив боротьбу, скориставшись повстанням проти Абу Джафара Ахмада у Бусті. Азіз спробував завоювати Сістан, але був розбитий армією Саффаридів наприкінці 925 року. Він утік до Хорасану, що поклало край його спробі захопити Сістан.
Абу Джафар Ахмад прагнув розширити свої володіння за рахунок Аббасидського халіфату, який дедалі занепадав. Декілька разів намагався захопити провінцію Керман, але не міг там закріпитися. У 932 року владу тут захопив Мухаммад ібн Ільяс, що заснував тут власну династію.
Разом з тим емір вимушен був особисто вирішування повстання у Бусті. Йому довелося особисто прибути до міста в 931 році, щоб придушити повстання, а наступного року було відправлено ще одне військо. У 932 році до Бусти вдерлися саманідські війська. Абу Джафа Ахмад був змушений прибути на чолі армії та розгромити ворогів. Оскільки він був потрібен у Бусті та інших східних володіннях, Абу Джафар Ахмад часто залишав Зарандж у руках трьох синів Тахіра ібн Аснама.
Зумів встановити дружні відносини з саманідським володарем Насром II. Сам емір опікувався підтримкою поетів, проводив багато наукових зібрань, за участю Абу Сулеймана ас-Сіджистані та Насафі.
На початку 950-х років синів Тахіра ібн Аснама було ув'язнено. Багато функцій уряду взяв на себе командувач армії Абуль-Фатх. Зрештою він повстав і здобув значну підтримку людей за межами Заранга. Абуль-Фатха також підтримував Абуль-Аббас ібн Тахір, праонук Амра ібн аль-Лейса. Вони разом рушили на Зарандж, але Абу Джафар Ахмад розбив їх. Абуль-Фатх утік до Нішапуру, де зрештою помер влітку 963 року. Абуль-Аббас приєднався до змови одного з гулямів Абу Джафара Ахмада. Разом вони вбили Абу Джафара Ахмада на питній вечірці наприкінці березня 963 року та пограбували його скарбницю. Син останнього Халаф, опинився за межами столиці в ніч убивства та менш ніж через два місяці зумів захопити столицю.